# Remenus duffieldi
Remenus duffieldi is een steenvlieg uit de familie Perlodidae. De wetenschappelijke naam van de soort is voor het eerst geldig gepubliceerd in 1995 door Nelson & Kondratieff.